# Yang Yongjian
Yang Yongjian, född 28 april 1973, är en friidrottare från Kina. Han deltog vid olympiska sommarspelen 2000.